# 米拉湖
米拉湖（英語：Mille Lacs Lake）是美国明尼蘇達州的一個湖泊，位於明尼蘇達州的中部地區，湖泊附近有印第安人歐及布威族的居住地。米拉湖在法語中有「千湖」之意，面積536平方公里，是明尼蘇達州內僅次於蘇必利爾湖的第二大湖。米拉湖附近是森林地帶。湖內漁業資源豐富，棲息有多種魚類，是釣客的聖地，也是明尼蘇達州重要的野外郊遊地。

## 外部連結
- Mille Lacs Lake Area - A Minnesota vacation destination （页面存档备份，存于）
- Mille Lacs Realty （页面存档备份，存于）
- Lundeen's Tackle Castle, Mille Lacs lake （页面存档备份，存于）